# Betulalan
Betulalan (auf älteren Karten Litiu oder Liriu) ist eine osttimoresische Siedlung im Suco Fadabloco (Verwaltungsamt Remexio, Gemeinde Aileu).

## Geographie
Das Dorf Betulalan liegt nördlich des Zentrums der Aldeia Rileu, am Südhang eines Bergrückens in einer Meereshöhe von 1059 m. Eine Straße durchquert das Dorf von West nach Ost. Westlich liegt das kleinere Dorf Sifai, südöstlich eine weitere kleine Siedlung, in der die Straße endet. Der Fluss Bauduen fließt nördlich des Bergrückens, südlich der Ai Mera. Die Flüsse gehören zum System des Nördlichen Laclós.